# Зигизмунд III фон Велшперг-Примьор
Зигизмунд III фон Велшперг-Примьор (на немски: Sigismund III von Welsperg-Primör; † 1552) е австрийски фрайхер от род Велшперг от Южен Тирол в Примьор в Тренто.

## Произход
Той е син на фрайхер Кристоф III фон Велшперг-Примьор († 1508) и съпругата му Вероника фон Найдек. Внук е на Балтазар фон Велшперг († 1502) и Барбара фон Лихтенщайн-Николсбург (1412 – 1502). Правнук е на Каспар фон Велшперг († 1434) и Анна Траутсон. Потомък е на Ото II Велф фон Велшперг (* ок. 1100), синът на Ото I Велф фон Велшперг.
Фамилията фон Велшперг имигрира от Етрурия в Реция и остава вероятно в Тирол и построява ок. 1167 г. замък Велшперг. През 1593 г. родът фон Велшперг е издигнат на имперски граф.

## Фамилия
Зигизмунд III фон Велшперг-Примьор се жени сл. 1514 г. за Маргарета фон Лупфен (* 28 май 1491), дъщеря на граф и ландграф Хайнрих III фон Лупфен-Щюлинген (1462 – 1521) и Хелена фон Раполтщай-Хоенак-Геролдсек († сл. 1521). Нейният брат Йохан фон Лупфен (1487 – 1551) е княжески епископ на Констанц (1532 – 1537). Те имат пет деца:
- Джиоачино фон Велшперг
- Хелена (Анна Мария) фон Велшперг († 17 април 1553), омъжена за Кристоф Валентин фон Фукс-Фуксберг († 19 август 1560), син на Йохан фон Фукс-Фуксберг и Елизабетфон Фукс-Фуксберг, наследничка на Хоен-Епан, Корб
- Кристоф IV Зигмунд († 1580), фрайхер, женен 1547 г. за Ева Доротея Луция фон Фирмиан († 1585), дъщеря на фрайхер Йорг фон Фирмиан († 1540) и Катарина фон Турн. Те имат осем деца, между тях:
  - Зигмунд IV Йохан (1552 – 1613), фрайхер, женен 1590 г. за графиня Клара фон Хоенемс (* 10 септември 1571; † 5 декември 1604); имат двама сина
  - Елеонора Филипина фон Велшперг (* 1573; † 4 януари 1614), омъжена на 15 май 1592 г. в Роверето за граф Каспар фон Хоенемс (* 1 март 1573; † 10 януари 1640)
  - Катарина фон Велшперг († сл. 1608, Хайгерлох; погребана в църквата на замъка), омъжена на 19 октомври 1577 г. в Зигмаринген за граф Кристоф фон Хоенцолерн-Хайгерлох (* 20 март 1552, Хайгерлох; † 21 април 1592, Хайгерлох)[3]
- Катерина фон Велшперг, омъжена за Дегенхард фон Фукс-Фуксберг
- Елена фон Велшперг, омъжена за Валентин фон Фукс-Фуксберг